# Darfo Boario Terme
Darfo Boario Terme é uma comuna italiana da região da Lombardia, província de Bréscia, com cerca de 13.560 habitantes. Estende-se por uma área de 36 km², tendo uma densidade populacional de 377 hab/km². Faz fronteira com Angolo Terme, Artogne, Esine, Gianico, Piancogno, Rogno (BG).

## Demografia
| Variação demográfica do município entre 1861 e 2011                               |
|                                                                                   |
| Fonte: Istituto Nazionale di Statistica (ISTAT) - Elaboração gráfica da Wikipedia |